# ローマ出身の人物一覧
ローマ出身の人物一覧（ローマしゅっしんのじんぶついちらん）は、ローマ出身の主な人物の一覧である。

## 政治家
- ガイウス・ユリウス・カエサル
- パオロ・ジェンティローニ
- アントニオ・タイヤーニ
- マリオ・ドラギ
- アレッサンドラ・ムッソリーニ
- ジョルジャ・メローニ

## 文化人

### 学者
- エンリコ・フェルミ
- ジョルジョ・アガンベン

### 映画監督
- ダリオ・アルジェント
- リナ・ウェルトミューラー
- ルイジ・ザンパ
- ステーノ
- ヴィットリオ・ストラーロ
- アントニオ・ピエトランジェリ
- マルチェロ・フォンダート
- マッシモ・フランチオーザ
- ルチオ・フルチ
- ルッジェーロ・マッカリ
- アンナ・マニャーニ
- シルヴァーナ・マンガーノ
- セルジオ・レオーネ
- ロベルト・ロッセリーニ

### 音楽家
- リナルド・アレッサンドリーニ
- ジュリオ・カッチーニ
- ヴィットリオ・グイ
- ナージャ・サレルノ＝ソネンバーグ
- ジャンルイジ・ジェルメッティ
- エロス・ラマゾッティ
- レンツォ・ロッセリーニ

### 芸能人
- アーシア・アルジェント
- モニカ・ヴィッティ
- セルジオ・カステリット
- ジュリアーノ・ジェンマ
- セレン
- ステファノ・ディオニジ
- アニタ・パレンバーグ
- ダニエラ・ビアンキ
- ベリッシモ・フランチェスコ
- マリアカルラ・ボスコーノ
- ジョヴァンナ・メッツォジョルノ
- イザベラ・ロッセリーニ
- ソフィア・ローレン

## スポーツ選手

### サッカー
- アルベルト・アクイラーニ
- アントニオ・カンドレーヴァ
- ファビオ・グロッソ
- ジュゼッペ・ジャンニーニ
- ルイージ・ディ・ビアージョ
- アンジェロ・ディ・リーヴィオ
- ダニエレ・デ・ロッシ
- フランチェスコ・トッティ
- アレッサンドロ・ネスタ
- アレッサンドロ・フロレンツィ
- ロレンツォ・ペッレグリーニ

### モータースポーツ
- マックス・ビアッジ
- ジャンカルロ・フィジケラ
- ルイジ・ムッソ
- ミケーラ・セルッティ

### テニス
- アドリアーノ・パナッタ
- マッテオ・ベレッティーニ

### バスケットボール
- アンドレア・バルニャーニ

### ラグビー
- マイケル・リトル

### 競馬
- ミルコ・デムーロ
- クリスチャン・デムーロ

## 宗教家
- ウルバヌス7世 (ローマ教皇)
- ケレスティヌス3世 (ローマ教皇)
- クレメンス10世 (ローマ教皇)
- ゼフィリヌス (ローマ教皇)
- セルギウス4世 (ローマ教皇)
- ハドリアヌス1世 (ローマ教皇)
- ベネディクトゥス5世 (ローマ教皇)
- ベネディクトゥス6世 (ローマ教皇)
- ベネディクトゥス7世 (ローマ教皇)
- ベネディクトゥス8世 (ローマ教皇)
- ベネディクトゥス9世 (ローマ教皇)
- ユリウス3世 (ローマ教皇)
- ヨハネス12世 (ローマ教皇)
- ヨハネス13世 (ローマ教皇)
- ヨハネス15世 (ローマ教皇)
- ヨハネス17世 (ローマ教皇)
- ヨハネス19世 (ローマ教皇)
- レオ3世 (ローマ教皇)
- レオ4世 (ローマ教皇)
- レオ8世 (ローマ教皇)